# Samut Sakhon (provins)
Samut Sakhon er en provins i Thailand, beliggende cirka 35 kilometer sydvest for Bangkok. Hovedstaden er Samut Sakhon.
13°32′50″N 100°16′25″Ø / 13.547222222222°N 100.27361111111°Ø